# Сервий Корнелий Сципион Сальвидиен Орфит (консул 178 года)
Сервий Корнелий Сципион Сальвидиен Орфит (лат. Servius Cornelius Scipio Salvidienus Orfitus) — римский государственный деятель второй половины II века.
Его отцом был консул 149 года Сервий Корнелий Сципион Сальвидиен Орфит. О самом Орфите известно лишь то, что он занимал должность ординарного консула в 178 году вместе с Децимом Велием Руфом Юлианом.